# ウー・ウェン
ウー・ウェン（呉雯、Wú Wén、1963年11月4日 - ）は中国出身の料理研究家。日本で北京料理を紹介している。
北京生まれの北京育ち。北京師範大学英文科を卒業し、国営企業を経て1990年に来日した。日本人のアートディレクターと結婚、一男一女の母である。1996年に雑誌に掲載した「北京の小麦粉料理」が評判となり、翌年に中華料理研究家となる。
本物の北京料理を日本で紹介したいと、自宅でクッキングサロンを主宰している。また、NHK『きょうの料理』や日本テレビ『キユーピー3分クッキング』、テレビ朝日『おかずのクッキング』、雑誌などでも活躍する。北京に伝わるネイティブな家庭料理を中心に、幅広い分野で紹介に努めている。

## テレビ出演
- 『きょうの料理』（NHK）
- 『キユーピー3分クッキング』（日本テレビ）
  - 1999年10月 - 2001年3月（隔週土曜日・「北京のおいしい食卓」講師）[2]
  - 2002年10月 - 2003年3月（隔週土曜日・「北京のおいしい食卓」講師）[3]
  - 2003年3月29日・31日（《番組特集》「春休み親子クッキング」講師）[4]
  - 2004年4月 - 5月（土曜日・講師）
- 『おかずのクッキング』（テレビ朝日）

など

## 著書
- 『北京の小麦粉料理』（グラフ社、1998/5）ISBN 4766204808
- 『単純がうれしい北京のおかず』（グラフ社、1998/12）ISBN 9784766205077
- 『ウーさんのおうち中華』（主婦の友社、1999/12）ISBN 9784072273821
- 『北京の酒菜』（高橋書店、2000/10）ISBN 9784471400033
- 『北京の酒菜―8つの味型で作る100品』（高橋書店、2000/10）ISBN 9784471400033
- 『ウー・ウェンの北京小麦粉料理』（高橋書店、2001/11）ISBN 9784471400064
- 『わが家で楽しむ北京のおかず』（家の光協会、2001/12）ISBN 9784259560027
- 『明日、元気になるレシピ』（日本放送出版協会、2002/9）ISBN 9784141878650
- 『大好きな炒めもの』（高橋書店、2002/12）ISBN 9784471400101
- 『家族をつなぐ餃子の時間』（高橋書店、2003/11）ISBN 9784471400156
- 『東京の台所・北京の台所』（岩崎書店、2004/8）ISBN 9784265801428
- 『ウー・ウェンのきれいなからだの基本献立』（女子栄養大学出版部、2005/5）ISBN 9784579209422
- 『ウー・ウェンさんのわが子が育つ家族の食卓』（女子栄養大学出版部、2005/8）ISBN 9784789547314
- 『ウー・ウェンの野菜三昧の愉しい日々』（集英社、2005/11）ISBN 9784062715928
- 『ウー・ウェンさんの北京の暮らしと季節の家常菜』（集英社、2006/1）ISBN 9784083330490
- 『ウー・ウェンのおうち飲茶』（雄鶏社、2006/2）ISBN 9784277661546
- 『ウー・ウェンの春野菜で体をきれいに』（女子栄養大学出版部、2006/3）ISBN 9784789580113
- 『ウー・ウェンの秋野菜で体の中から美しく』（女子栄養大学出版部、2006/9）ISBN 9784789580137
- 『ウー・ウェンの芯から元気になる家常菜 体の声を聞く中国の食卓』（光文社、2006/10）ISBN 9784334784454
- 『中国家庭料理のおいしい教科書』（平凡社、2007/1）ISBN 9784582833492
- 『ウー・ウェンの台所革命 3つの鍋で作る88のレシピ』（高橋書店、2007/2）ISBN 9784471400217
- 『ウー・ウェンさんのおうちで食べようクイック麺』（講談社、2007/5）ISBN 9784062783712
- 『どうしてもわからなかった おいしさのひみつ』（朝日出版社、2007/6）ISBN 9784255003924
- 『ウー・ウェンのおいしい北京』（高橋書店、2007/7）ISBN 9784471401504
- 『ウー・ウェンのねぎが、おいしい。』（主婦と生活社、2007/10）ISBN 9784391134209
- 『ウー・ウェンのきれいな炒めもの』（テレビ朝日事業局コンテンツ事業部、2008/9）ISBN 9784881313077
- 『ウー・ウェンの小麦粉料理の楽しい家宴』（集英社、2008/11）ISBN 9784083331060
- 『ウー・ウェンのおいしい野菜 四季の味』（朝日出版社、2009/1）ISBN 9784255004556
- 『ウー・ウェンの野菜たっぷりご馳走サラダ』（高橋書店、2009/4）ISBN 9784471400279
- 『ウー・ウェンの美味鍋』（高橋書店、2009/11）ISBN 9784471400309
- 『ウー・ウェンの体をあたためるレシピ―めぐりをよくして冷えしらず』（家の光協会、2009/12）ISBN 9784259562724
- 『ウー・ウェンの素材ひとつで作る料理』（角川SSコミュニケーションズ、2010/5）ISBN 9784047310407
- 『ウー・ウェンの豆乳三昧―中国で生まれ日本で育った、おいしい毎日のレシピ』（主婦と生活社、2010/11）ISBN 9784391139211
- 『ウー・ウェンの小麦粉料理 包子・花巻・焼餅』（高橋書店、2010/11）ISBN 9784471400392
- 『ウー・ウェンの蒸しおかず　手間なく素材の味を生かす』（扶桑社、2010/10）ISBN 9784471408923
- 『ウー・ウェンの中国調味料&スパイスのおいしい使い方』（高橋書店、2011/5）ISBN 9784471400439
- 『ウー・ウェンのみんなで楽しい小麦粉料理 こねてのばして粉ものパーティー』（高橋書店、2012/1）ISBN 9784471400453
- 『からだを整える お手当て料理』（地球丸、2017/1）ISBN 9784860675929
- 『ウー・ウェンの家庭料理 8つの基本』（文藝春秋、2017/9）ISBN 9784163907260
- 『少ない材料で手早く作れる ウー・ウェンのごちそうおかず92』（家の光協会、2018/2）ISBN 9784259565688